# Hochheim am Main
Hochheim am Main är en stad i Main-Taunus-Kreis i Regierungsbezirk Darmstadt i förbundslandet Hessen i Tyskland.